# Tamara Taylor
Tamara Taylor, född 27 september 1970 i Toronto, Ontario, är en kanadensisk skådespelare.
Hon är mest känd för sin roll som Dr. "Cam" Saroyan i TV-serien Bones, men har även gjort gästframträdanden i serier som NCIS, Lost, CSI: Miami och Numbers.

## Filmografi (i urval)
- Ensamma hemma - TV-serie (1994)[2]
- Lost - TV-serie (2004)[2]
- Serenity - Film (2005)[2]
- Bones - TV-serie (2005–2017)[2]